# Pyrrhura amazonum snethlageae
Pyrrhura amazonum snethlageae ("madeiraparkiet")  is een vogel uit de familie Psittacidae (papegaaien van Afrika en de Nieuwe Wereld). Deze ondersoort van Hellmayrs parkiet is vernoemd naar de Duits/Braziliaanse ornithologe Emilie Snethlage. Dit taxon werd in 2002 als aparte soort beschreven door de Amerikaanse vogelkundigen Leo Joseph en John M. Bates.
Over de indeling van de soorten binnen het geslacht Pyrrhura bestaat geen consensus. Het is een groep van zeer verwante soorten.  De IUCN beschouwt het taxon als aparte, kwetsbare soort. Op de IOC World Bird List wordt dit taxon een ondersoort genoemd.

## Kenmerken
De vogel is ongeveer 22 cm en weegt  46 tot 85 g. De parkieten uit het geslacht Pyrrhura zijn zeer variabel. Alle soorten zijn overwegend groen met een lange staart. De buik is donkerrood evenals de stuit en de onderkant van de staart. De handpennen van de vleugel zijn blauw. De kop is rond het oog kastanjebruin. Bij deze ondersoort  ontbreekt dit blauw en ook het schubbenpatroon.

## Verspreiding en leefgebied
Deze soort komt voor in  de Madeirarivier (zuidwestelijk Brazilië en noordelijk Bolivia)

## Status
Alle soorten uit het geslacht Pyrrhura die in het Amazonebekken voorkomen nemen in aantal af door habitatverlies. De populatie-aantallen zijn echter niet gekwantificeerd. Door grootschalige ontbossing nemen de leefgebieden in oppervlakte af en/of raken versnipperd. De ondersoorten  P. a. amazonum, P. a. microtera en P. a. lucida staan als bedreigd op de Rode Lijst van de IUCN. De "madeiraparkiet" (P. a. snethlageae) wordt als aparte soort beschouwd en staat als kwetsbaar op de Rode Lijst.